# Pirattyrann
Pirattyrann (Legatus leucophaius) är en fågel i familjen tyranner inom ordningen tättingar. Den har en vid utbredning från södra Mexiko till norra Argentina. Sitt namn har den fått från vanan att stjäla bon från andra mycket större fågelarter.

## Utseende och läten
Pirattyrannen är en 15 cm lång fågel som väger 23 gram. Ovansidan är ostreckat jämnbrun med vitkantade vingpennor. På huvudet har den ett långt vitt ögonbrynsstreck, ett dolt gult hjässband och en sotfärgad ögonmask. Strupen är vit, resten av undersidan vitaktig med ljusgul anstrykning och brun suddig streckning och bröst och flanker. Den mörka näbben är kort och bred. Lätet återges i engelsk litteratur som ett uppåtböjt "weeEEE" som hörs från en hög sittplats under långa perioder. Även monotona "weep weep weep" hörs.

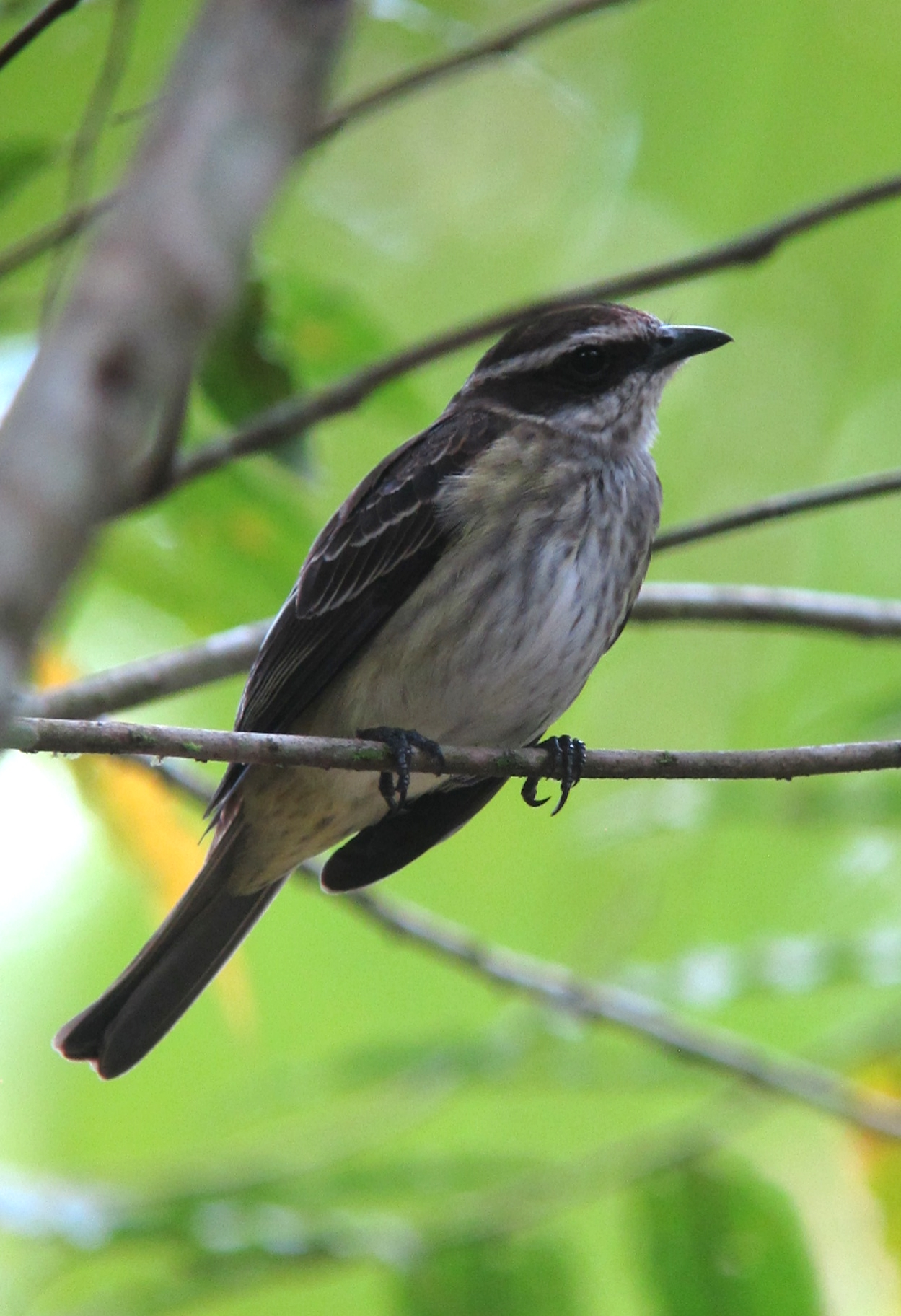

## Utbredning och systematik
Fågeln placeras som enda art i släktet Legatus. Den har ett stort utbredningsområde från södra Mexiko till Brasilien och delas in i två underarter med följande utbredning:
- Legatus leucophaius variegatus – förekommer i tropiska sydöstra Mexiko (San Luis Potosí) till Honduras
- Legatus leucophaius leucophaius – förekommer från Nicaragua till norra Argentina och södra Brasilien, samt i Trinidad och Tobago

## Levnadssätt
Pirattyrannen hittas i savann och andra halvöppna miljöer med stora träd. Fågeln bygger inte sitt eget bo utan tar över andras bon, därav namnet, ofta tillhörande mycket större arter som gulgumpad kasik eller tofsoropendola. Där den väl drivit de ursprungliga ägarna på flykten avlägsnar den äggen. Honan lägger sedan sina två till fyra svartstreckade bruna ägg. De ruvas sedan i 16 dagar. Efter kläckning är ungarna flygga efter ytterligare 18–20 dagar.
Födan består mestadels av frukt, men ungarna matas med insekter.

## Status och hot
Arten har ett stort utbredningsområde och det finns inga tecken på vare sig några substantiella hot eller att populationen minskar. Utifrån dessa kriterier kategoriserar IUCN arten som livskraftig (LC).